# Granatastrild

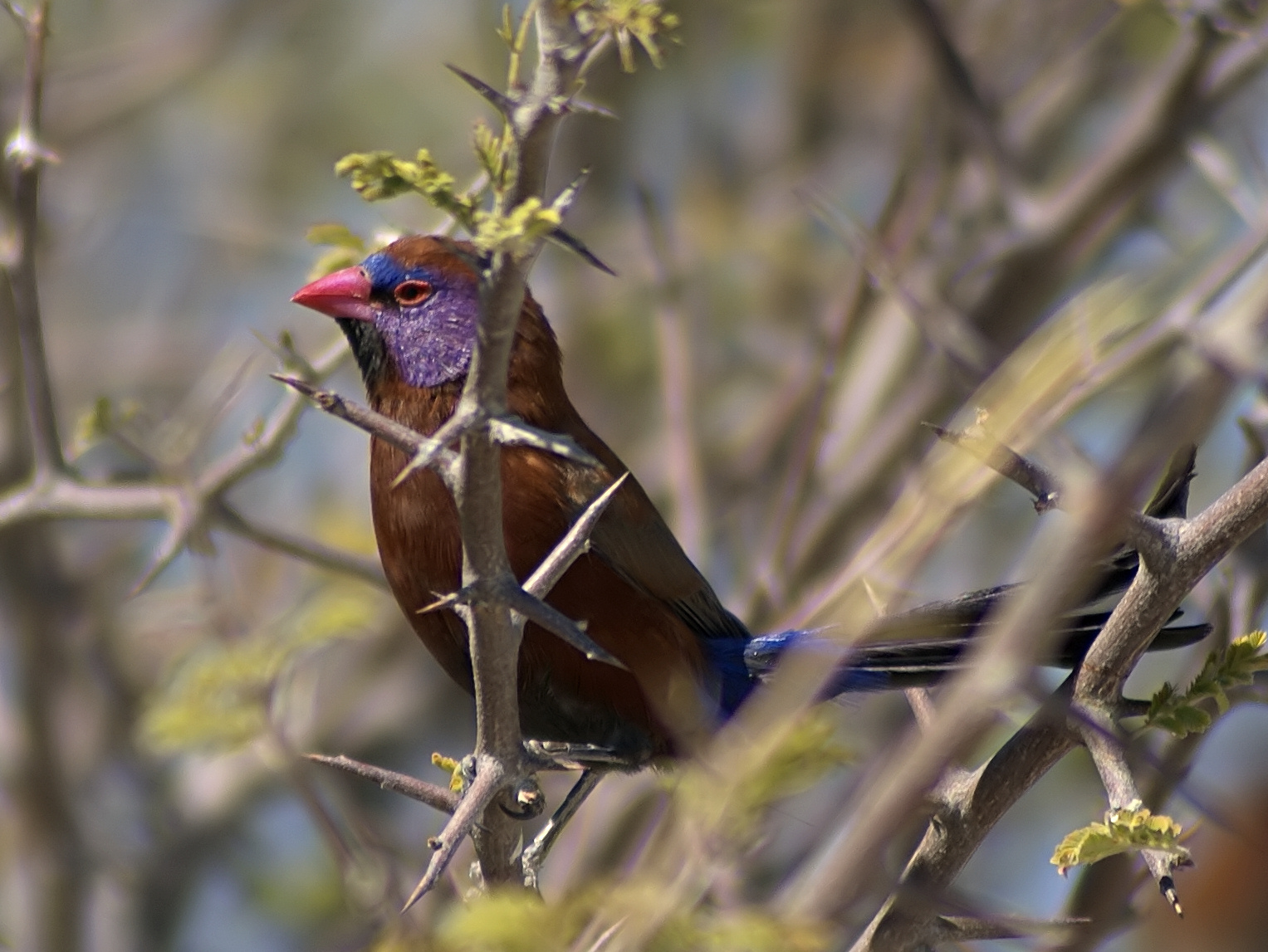
Granatastrild

Der Granatastrild (Granatina granatina, Syn.: Uraeginthus granatina) ist eine Vogelart aus der Familie der Prachtfinken. Sein Verbreitungsgebiet umfasst das Südliche Afrika.

## Beschreibung
Granatastrilde haben eine Körperlänge von 13 bis 14 Zentimeter und gehören damit zu den großen Prachtfinkenarten. Der Schnabel ist leuchtend rot. Dieses Rot wiederholt sich auch um die Augen, die von brauner Farbe sind. Die Wangen sind lila und mitunter durch einen feinen Streifen gegen das übrige Federkleid, das von dunklem Kastanienbraun ist, abgesetzt. Die Weibchen ähneln dem Männchen in ihrem Federkleid, an ihrer Körperunterseite sind sie jedoch etwas heller gefärbt. Der Gesang wird von beiden Geschlechtern vorgetragen. Er ist zwitschernd, schleifend und flötend.

## Verbreitung und Lebensweise
Das Verbreitungsgebiet des Granatastrilden ist der größte Teil des südlichen Afrikas. Es reicht vom Süden Angolas über den Westen Sambias und über Namibia, Botswana bis in den Norden Südafrikas. Es gibt ferner ein beschränktes Verbreitungsgebiet im südlichen Mosambik. Dabei kann es sich jedoch auch um Gefangenschaftsflüchtlinge handeln. Der Lebensraum der Granatastrilde sind die trockeneren Dornbuschsavannen sowie lichter Akazienwald. Granatastrilde leben paarweise oder in kleinen Gruppen, jedoch niemals in größeren Schwärmen. Sie sind gelegentlich mit Blauastrilden und Buntastrilden vergesellschaftet. Ihre Nahrung suchen Granatastrilde überwiegend am Boden. Sie fressen überwiegend kleine Sämereien, vor allem Grassamen, daneben Fruchtfleisch, Nektar und Insekten. Sie sind in der Lage, Samen direkt aus den Grasähren zu klauben, indem sie die einzelnen Halme mit einem Fuß an sich heranziehen und festhalten.
Die Fortpflanzungszeit des Granatastrilds fällt in Südafrika und Simbabwe in die Zeit von Januar bis Mai und damit in den südlichen Spätsommer und Herbst. Die Balz ist eine Halmbalz, bei der das Männchen einen Grashalm im Schnabel trägt und mit diesem auf das Weibchen weist. Sie sind territoriale Vögel, die die Umgebung um ihr Nest verteidigen. Granatastrilde sind Freibrüter, die ihr Nest freistehend im Gebüsch bauen. Als Nistmaterial verwenden sie weiche Gräser, Grasripsen und Wurzeln. Das Weibchen legt zwischen 3 und fünf Eier. Die Brutdauer beträgt etwa 13 Tage.
Brutparasit des Granatastrilds ist die Königswitwe.

## Haltung als Ziervögel
Als europäische Ersthalterin eines Granatastrilds gilt Madame de Pompadour, die 1754 ein Männchen als Geschenk erhielt und dieses drei Jahre lang pflegte. In größerer Anzahl wurden Granatastrilde in der zweiten Hälfte des 19. Jahrhunderts nach Europa importiert. Die ersten Vögel dieser Art gelangten vermutlich 1874 nach Deutschland. Seit 1950 werden Granatastrilde verhältnismäßig regelmäßig importiert, sie gehören trotzdem aber zu den seltenen Vögeln. Nachgezüchtet wird diese Art nur von wenigen Spezialisten.
Granatastrilde gelten als sehr anspruchsvoll in der Haltung, da sie sonnen- und wärmeliebend sind. Sie benötigen für die Haltung eine große Innenvoliere oder eine Gartenvoliere, zu der ein Schutzraum gehört, dessen Raumtemperatur nicht unter 25 Grad Celsius sinkt. Für ihr Wohlbefinden benötigen sie außerdem zwischen 12 und 14 Stunden Licht am Tag, was insbesondere im Winterhalbjahr mit Tageslichtlampen sichergestellt werden muss.